# مهدی حاج‌محمد
مهدی حاج‌محمد (۱۶ تیر ۱۳۲۹ – ۱۳ بهمن ۱۴۰۳) بازیکن فوتبال ایرانی بود. او با مرتضی شرکا دیگر فوتبالیست ایرانی نسبت فامیلی دارد، شرکا دایی حاج‌محمد است.
وی ۱۳ بهمن ۱۴۰۳ به علت بیماری سرطان درگذشت.

## دوران حرفه‌ای
حاج‌محمد سابقه بازی در تیم‌های پارس، دیهیم، تاج، دارایی و ماشین‌سازی تبریز را دارد. وی با تیم تاج موفق به کسب عنوان قهرمانی جام باشگاه‌های تهران ۴۸–۱۳۴۷ و جام منطقه‌ای ۱۳۴۹ شده است. وی همچنین در قهرمانی تاج در مسابقات باشگاهی قهرمانی آسیا ۱۹۷۰ نقش فراوانی داشت. حاج‌محمد در ابتدای دهه ۱۳۵۰ به دلیل مصدومیت مدتی از فوتبال دور بود و پس از رفع مصدومیت در ۱۳۵۲ به دارایی پیوست. وی با دارایی قهرمان جام باشگاه‌های تهران ۱۳۵۲ نیز شد. ماشین‌سازی آخرین باشگاه وی بود. حاج‌محمد جمعاً در ۵۷ بازی رسمی در تیم تاج به میدان رفته است و ۱۱ گل در این بازیها به ثمر رسانده است.

### فینال جام باشگاه‌های آسیا
مهدی حاج‌محمد در بازی تاج در برابر تیم هاپوئل تل‌آویو در فینال جام باشگاه‌های آسیا در سال ۱۳۴۹ در دقیقه ۷۶ به جای علی جباری وارد زمین بازی شد و روی هر دو گل تیم تاج نقش بسزایی را ایفا کرد. گل اول تیم تاج در دقیقه ۸۳ با ارسال کرنر حاج‌محمد و ضربه سر غلام وفاخواه به دست آمد و گل دوم هم از ضربه ایستگاهی به دست آمد که حاصل خطا بر روی حاج‌محمد بود. بدین ترتیب در روز بزرگ تیم تاج و فوتبال ایران تعویض طلایی رایکوف یعنی مهدی حاج‌محمد ۱۹ سال بیشتر نداشت.

## دوران ملی
حاج‌محمد سابقه عضویت در تیم ملی جوانان را دارد و در ۱۳۴۹ با تیم ملی ایران نیز قهرمان جام عمران منطقه‌ای شد. وی سابقه دو بازی ملی نیز دارد.